# Île Northbrook

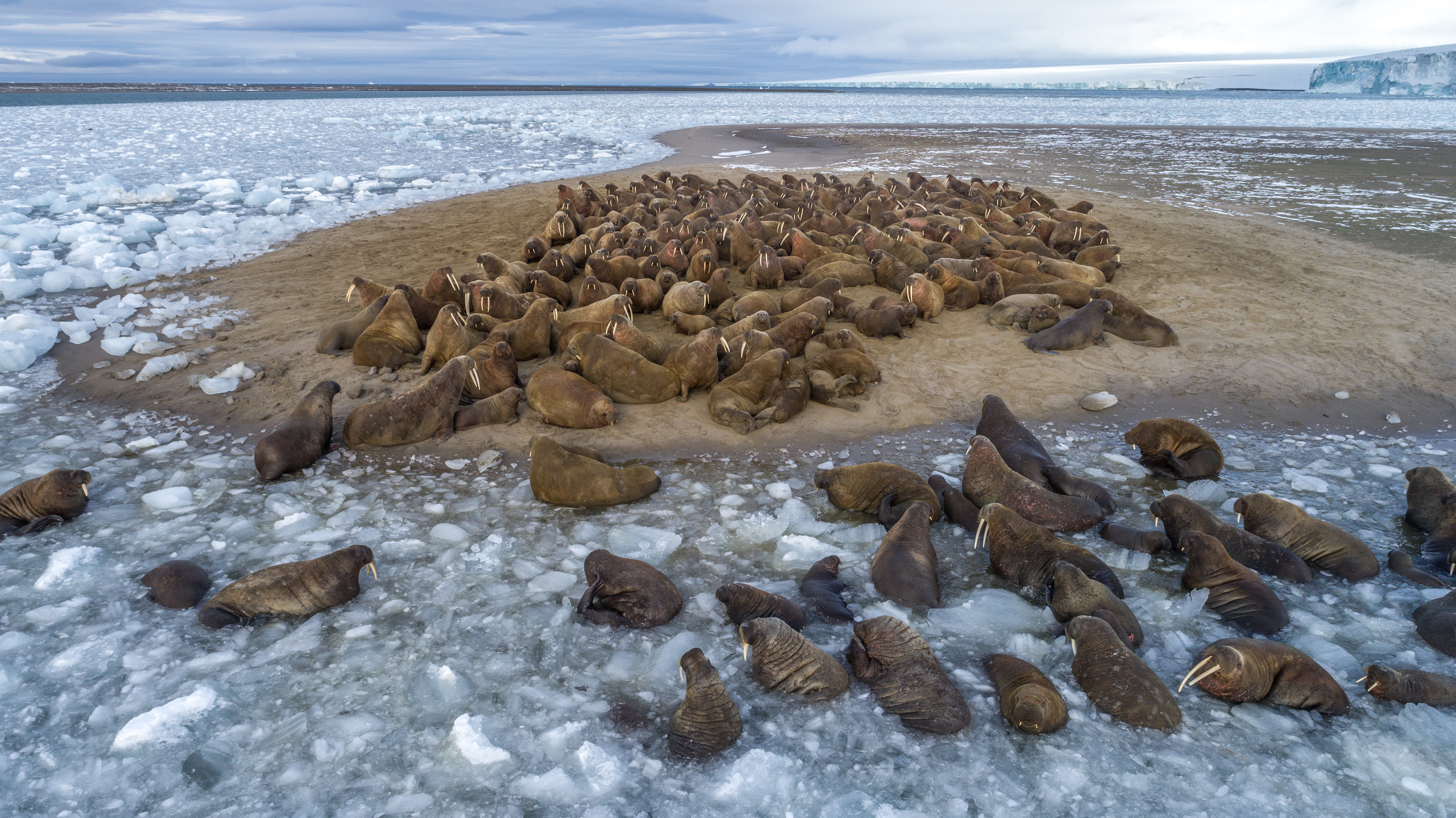
Des Morses (animal) sur l'île Northbrook, dans le parc national de l'Arctique russe. Aout 2017.

L’île Northbrook (en russe : Остров Нортбрук) est une île de la terre François-Joseph en Russie.
De forme grossièrement triangulaire, elle est séparée de l'île Bruce par le canal Myers et de l'île Hooker par le détroit de De Bruyne. Particulièrement facile d'accès par rapport à ses voisines, l'île est devenue un lieu propice aux implantations de bases pour les expéditions polaires, notamment vers la fin du XIXe siècle et au début du XXe. L’expédition Jackson-Harmsworth par exemple a installé son camp d'hivernage au cap Flora dans le sud-ouest de l'île. En 1914, Valerian Albanov et Alexandre Konrad, les deux seuls survivants de l'expédition Broussilov, atteignirent le cap Flora où ils furent secourus par Gueorgui Sedov.
Son point le plus élevé culmine à 344 m. L'îlot Robertson est situé à quelques kilomètres au large de la côte est.
L'île est baptisée en l'honneur de Thomas George Baring, 1er comte de Northbrook, président de la Royal Geographical Society de 1890 à 1893.

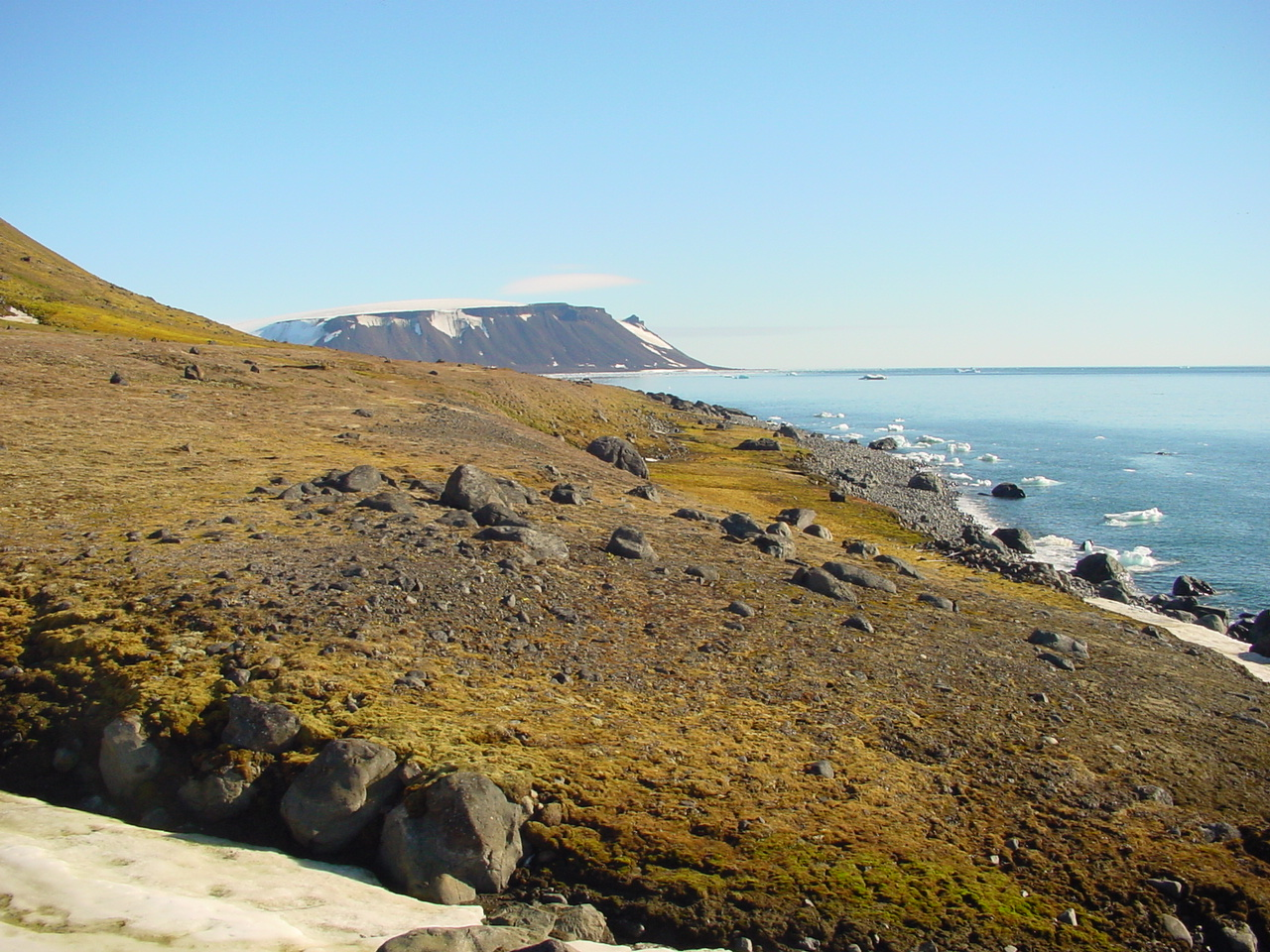
Le cap Gertrude (à l'arrière-plan) sur la côte sud photographié depuis le cap Flora.